# Bringer of Pain
Bringer of Pain è il quarto album in studio del gruppo heavy metal finlandese Battle Beast, pubblicato nel 2017.

## Tracce
1. Straight to the Heart – 3:31
2. Bringer of Pain – 3:04
3. King for a Day – 4:35
4. Beyond the Burning Skies – 4:39
5. Familiar Hell – 4:06
6. Lost in Wars (feat. Tomi Joutsen) – 4:34
7. Bastard Son of Odin – 3:36
8. We Will Fight – 3:30
9. Dancing with the Beast – 3:44
10. Far from Heaven – 4:23
11. God of War (bonus track) – 3:56
12. The Eclipse (bonus track) – 4:30
13. Rock Trash (bonus track) – 3:13

## Formazione
Gruppo
- Noora Louhimo – voce
- Juuso Soinio – chitarra
- Joona Björkroth – chitarra
- Eero Sipilä – basso, cori
- Pyry Vikki – batteria
- Janne Björkroth – tastiera

Ospiti
- Tomi Joutsen – voce (traccia 6)